# Роберт Вайсс
Роберт «Бацці» Вайсс (нім. Robert "Bazzi" Weiß; 21 квітня 1920, Баден — 29 грудня 1944, Ленгеріх) — німецький льотчик-ас винищувальної авіації австрійського походження, гауптман люфтваффе. Кавалер Лицарського хреста Залізного хреста з дубовим листям.

## Біографія
В 1939 році вступив на службу в зенітну артилерію, але незабаром був переведений в авіацію. Після закінчення авіаційного училища в 1940 році зарахований у винищувальну авіацію. 1 січня 1941 року направлений в 6-у ескадрилью 26-ї винищувальної ескадри, з якою брав участь у боях над Ла-Маншем. Свою першу перемогу здобув 21 вересня 1941 року, збивши британський винищувач «Спітфайр» в районі Етампа. У вересні 1942 року переведений в 1-у, в березні 1943 року — в 3-ю ескадрилью 54-ї винищувальної ескадри. Учасник Німецько-радянської війни. 8 квітня 1943 року здобув свою 30-ту перемогу. В травні 1943 року захворів, а після одужання в липні призначений командиром 3-ї, в жовтні — 10-ї ескадрильї, з 21 липня 1944 року — 3-ї групи 54-ї винищувальної ескадри. Під командуванням Вайсса група стала однією з найрезультативніших у винищувальній авіації люфтваффе, на рахунку її льотчиків були 100 збитих літаків супротивника. Наприкінці вересня 1944 року група Вайсса першою в люфтваффе була переозброєна літаками FW.190D-9. Загинув у бою.
Всього за час бойових дій здійснив 471 бойовий виліт і збив 121 літак, з них 90 радянських.

## Нагороди
- Нагрудний знак пілота
- Залізний хрест
  - 2-го класу (серпень 1940)
  - 1-го класу (5 грудня 1941)
- Почесний Кубок Люфтваффе (8 травня 1943)
- Німецький хрест в золоті (12 липня 1943)
- Лицарський хрест Залізного хреста з дубовим листям
  - лицарський хрест (26 березня 1944) — за 70 перемог.
  - дубове листя (№782; 12 березня 1945, посмертно) — за 121 перемогу.
- Авіаційна планка винищувача в золоті з підвіскою «400»